# Ospedaletto Euganeo
Ospedaletto Euganeo település Olaszországban, Veneto régióban, Padova megyében. Lakosainak száma 5549 fő (2023. január 1.). Ospedaletto Euganeo Este, Noventa Vicentina, Ponso, Borgo Veneto, Lozzo Atestino és Carceri községekkel határos.

## Népesség
A település lakossága az elmúlt években az alábbi módon változott:
| Lakosok száma | 5695 | 5651 | 5549 |
|               | 2017 | 2018 | 2023 |